# Silberglockenturm (Wawel)

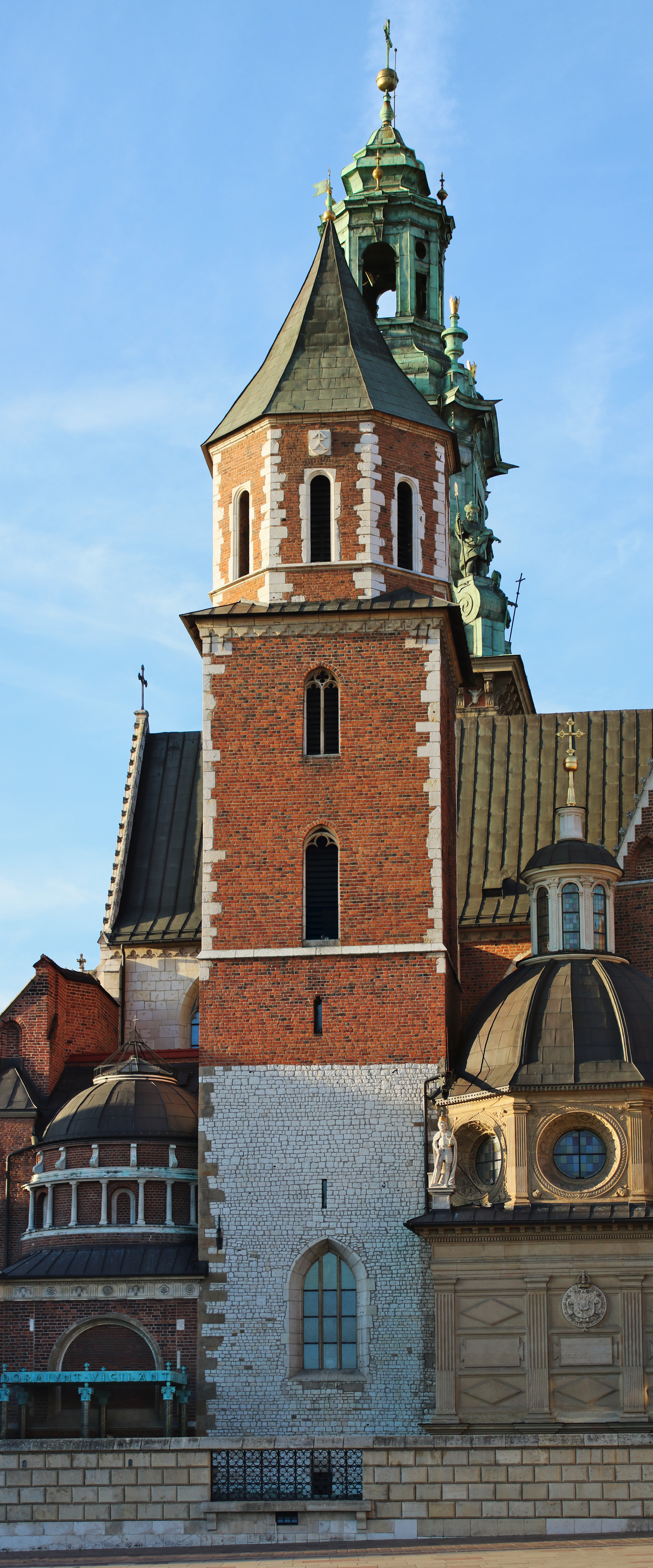
Blick von Süden

Der Silberglockenturm (polnisch Wieża Srebrnych Dzwonów) ist ein Glockenturm auf dem Krakauer Wawelhügel in romanischem Baustil. Der Turm ist der dritthöchste Turm auf dem Wawel und war bereits Teil der Zweiten Kathedrale auf dem Wawel, der sogenannten Herman-Kathedrale, die auf Ladislaus Herman zurückgeht und im 11. Jahrhundert entstand.

## Beschreibung
Der Silberglockenturm fungierte bereits im 13. Jahrhundert als Glockenturm. Im 14. Jahrhundert brannte der Turm ab, erhalten blieben jedoch die unteren 12 Meter aus Kalkstein. Daraufhin wurde der obere Teil im Stil der Backsteingotik wieder aufgebaut. Der Turmhelm stammt von 1530 und wurde 1796 erneuert. Im Turm hängen vier Glocken, die teilweise auch aus Silber bestehen sollen und für den Turm namensgebend sind. Im Erdgeschoss des Turms befindet sich die Grabkapelle de Szafraniec und unter dem Turm ein Teil der Königskrypten mit den Sarkophagen von Präsident Lech Kaczyński, seiner Gattin Maria Kaczyńska und Marschall Józef Piłsudski . Heute befinden sich im Turm vier Glocken:
- Nowak-Glocke von 1271, gestiftet vom Domherrn Herman, ist die älteste Glocke der Wawel-Kathedrale
- Goworek-Glocke von 1423, gestiftet von Kardinal Zbigniew Oleśnicki
- Maciek-Glocke von 1669, gestiftet vom Domkapitel
- Johannes-Paul-II-Glocke von 2014, gestiftet von Kardinal Stanisław Dziwisz